# Leptocometes obscurus
Leptocometes obscurus är en skalbaggsart som först beskrevs av Monné 1990.  Leptocometes obscurus ingår i släktet Leptocometes och familjen långhorningar. Inga underarter finns listade i Catalogue of Life.